# NGC 936
NGC 936 هي مجرة محدبة تقع في كوكبة قيطس. تبعد حوالي 60 مليون سنة ضوئية من الأرض. نواة بارزة ولها سطوع عالي. بسبب شكل قضيب بارز وقد تم مقارنة المجرة في عالم حرب النجوم وبالتالي NGC 936 سمي دارث فيدر. عن طريق قياس سرعة شعاعي للقرص ووجدت كورمندي في عام 1986 أن القرص مستقر وهذا هو السبب على أنه سلس جدا.
اكتشفها ويليام هيرشيل في 6 يناير 1785، الذي صنفه على أنه سديم كوكبي، بسبب شكله الدائري. وقد لوحظ وجود مستعر أعظم في 2003، نوع Ia-p، الذي اتسم بتطوره السريع. وبلغ ذروته في حجم 14.
NGC 936 يشكل زوج مع المجرة الحلزونية NGC 941 ولكن لا تتفاعل. في نفس المجموعة (مجموعة NGC 936) تنتمي أيضا المجرات NGC 955 و UGC 01945 و IC 225. وترتبط المجموعة مع مجموعة مسييه 77.

## وصلات خارجية
- NGC 936 على موقع ويكي سكاي: DSS2, SDSS, GALEX, IRAS, Hydrogen α, X-Ray, Astrophoto, Sky Map, Articles and images